# Istituto di studi politici di Parigi
L'Istituto di studi politici di Parigi (spesso designato con l'apocope Sciences Po) è una Grande école francese, che fa parte degli istituti di studi politici (Instituts d'études politiques). È l'erede della "Libera scuola di scienze politiche" fondata nel 1872, in seguito alla guerra Franco-prussiana (conclusa nel 1871). La scuola fu poi riorganizzata nel 1945.

## Storia

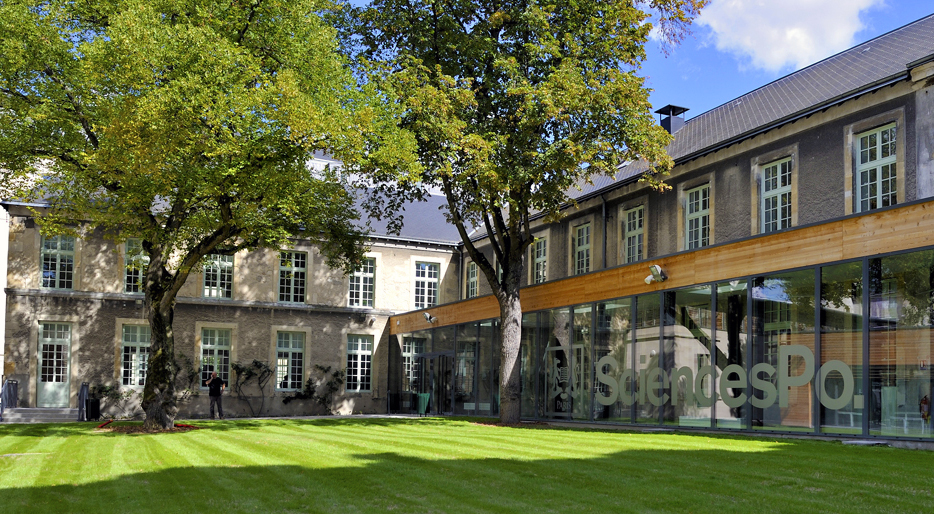
Campus Europa-Nord America ed Euro-Africa di Reims

La Libera scuola di scienze politiche (École libre des sciences politiques, ELSP) fu fondata nel febbraio 1872 su iniziativa di Émile Boutmy da un gruppo di imprenditori, intellettuali e politici francesi legati al mondo della borghesia protestante tra cui Hippolyte Taine, Ernest Renan, Albert Sorel, Paul Leroy Beaulieu e François Guizot. In seguito alla sconfitta subita dalla Francia nella guerra franco-prussiana nel 1870 alle dimissioni di Napoleone III e all'episodio della Comune di Parigi, ebbe l'obiettivo di formare le classi dirigenti destinate a guidare la neonata III Repubblica.
Sviluppò un programma didattico pragmatico di ispirazione umanista: il corpo docente accoglieva sia accademici a tempo pieno, sia ministri, alti funzionari e imprenditori. L'offerta accademica proponeva inoltre discipline innovative tra cui le relazioni internazionali, il diritto internazionale, l'economia politica e il diritto comparato.
Nel 1945 la "Libera scuola di scienze politiche" fu riorganizzata dando origine a due entità distinte:
- "Fondazione nazionale di scienze politiche" (Fondation nationale des sciences politiques, acronimo FNSP), fondazione di diritto privato responsabile della gestione e dei centri di ricerca,
- "Istituto di studi politici di Parigi" (Institut d'études politiques de Paris, acronimo IEP), istituto universitario di diritto pubblico.

Le due istituzioni furono incaricate dal governo De Gaulle di promuovere "il progresso e la diffusione, dentro e fuori dalla Francia, delle scienze politiche, economiche e sociali".
L'abbreviazione Sciences Po continuò a designare il sistema costituito dalle due entità: infatti il legislatore francese attribuì alla Fondazione la gestione dell'Istituto parigino.
La Fondazione intensificò le attività di ricerca scientifica con pubblicazioni scientifiche e inaugurando la propria casa editrice grazie al contributo del Rockefeller Center, della Fondazione Ford e del Carnegie Endowment for Peace.

## Struttura

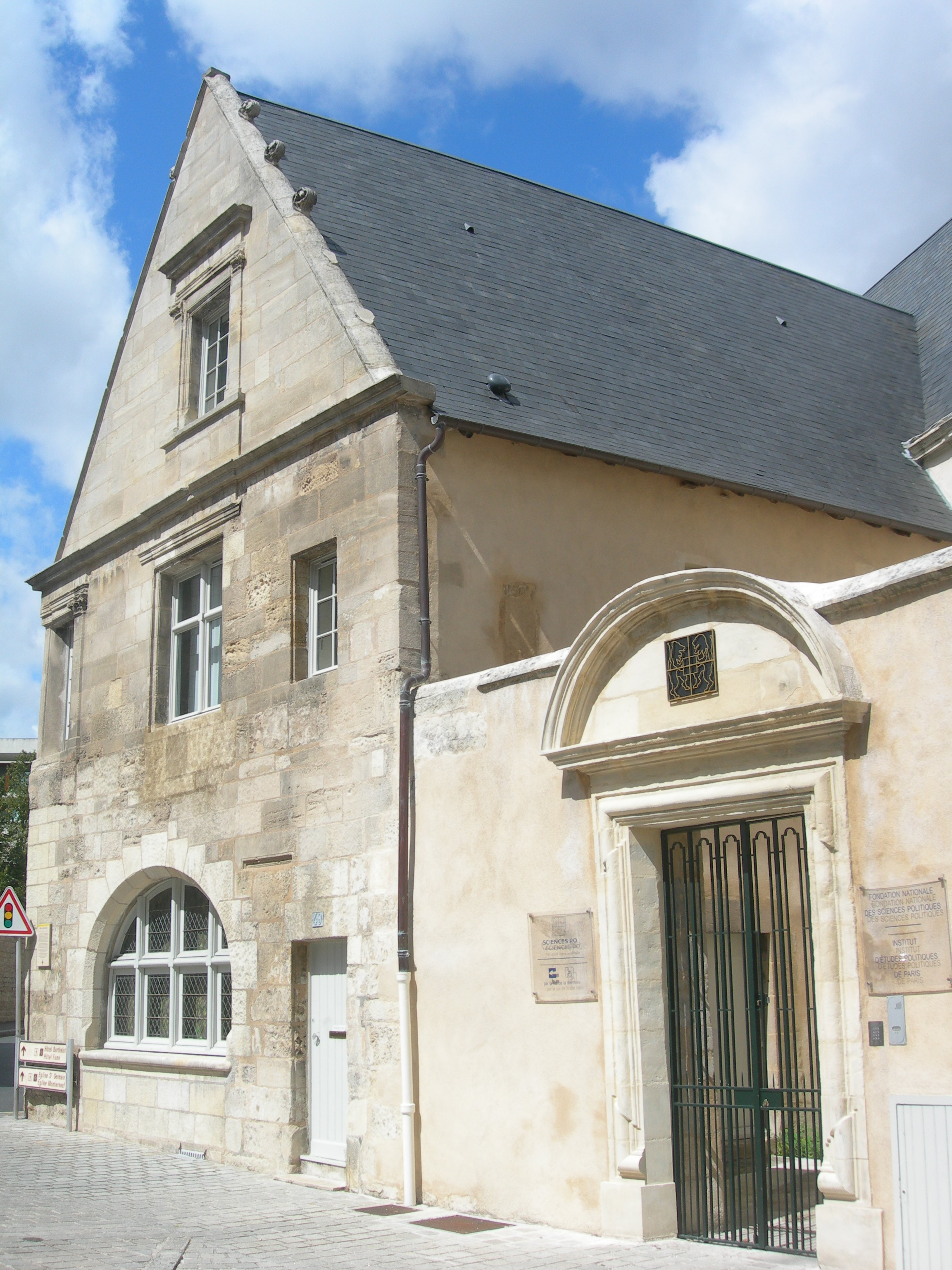
Campus Europa-America Latina di Poitiers.

Sciences Po ha sede in un complesso di edifici settecenteschi e ottocenteschi nel quartiere di Saint-Germain-des-Prés nel centro storico di Parigi ed in sei altri campus regionali: Digione, Le Havre, Mentone, Nancy, Poitiers e Reims.

### Biblioteca
Fondata nel 1871, la Bibliothèque de Sciences Po raccoglie più di un milione di volumi sulle scienze sociali, 16 000 dossier di stampa e cataloga ogni anno circa 21 000 articoli scientifici di 9 500 periodici. Dal 1994, la biblioteca è associata alla Biblioteca nazionale di Francia. La Bibliothèque de Sciences-Po è partner della International Bibliography of the Social Sciences che ha sede presso la London School of Economics.

### Casa editrice
Presses de Sciences Po, la casa editrice di Sciences-Po, è il principale editore francese nell'ambito delle politiche pubbliche, le relazioni internazionali, la storia e l'economia. Pubblica regolarmente sei riviste scientifiche e dispone di un catalogo di 900 titoli a cui si aggiungono in media trenta nuove opere ogni anno.

## Direttori
- Roger Seydoux (1945-1947)
- Jacques Chapsal (1947-1979)
- Michel Gentot (1979-1987)
- Alain Lancelot (1987-1996)
- Richard Descoings (1996-2012)
- Hervé Crès (aprile-novembre 2012) – amministratore provvisorio
- Jean Gaeremynck (novembre 2012-marzo 2013) – amministratore provvisorio
- Frédéric Mion (2013-2021)
- Bénédicte Durand (febbraio-novembre 2021) - amministratrice provvisoria
- Mathias Vicherat (dal 2021)

## Nella cultura di massa
Sciences Po e i suoi edifici sono al centro di alcuni film documentari. In particolare:
- En plein coeur di Pierre Jolivet (1998)
- L'Ecole du pouvoir di Raoul Peck (2009)
- Grandes Ecoles: la voie royale? di Matthias Vaysse (2015)